# Francisco Gatica
Francisco Gatica war ein chilenischer Fußballspieler. Der Abwehrspieler absolvierte vier Länderspiele für Chile. 

## Verein
Auf Vereinsebene spielte Francisco Gatica mindestens von 1917 bis 1919 für den Hauptstadtklub CD Palestino.

## Nationalmannschaft
Francisco Gatica debütierte für Chile beim Campeonato Sudamericano 1917 bei der Auftaktniederlage gegen Gastgeber Uruguay. Gatica absolvierte alle drei Turnierspiele, jedoch wurde das Team aus dem Andenstaat ohne Punkt- und Torerfolg Turnierletzter. Nur wenige Tage nach dem Turnier absolvierte der Offensivspieler beim 1:1-Unentschieden im Freundschaftsspiel gegen Argentinien sein letztes Länderspiel.